# Sylke Hannasky
Sylke Hannasky (* 1975 in Oranienburg) ist eine deutsche Schauspielerin.

## Wirken
Sylke Hannasky absolvierte ihre Schauspielausbildung an der Hochschule für Musik und Theater Hannover in den Jahren 1994 bis 1998. Seit 1997 hatte und hat sie zahlreiche Theaterengagements und -auftritte, beispielsweise am Staatstheater Hannover, dem Theater Erlangen (Engagement von 1998 bis 2001), dem Staatstheater Oldenburg, dem Amphitheater Berlin und dem Theater Mummpitz in Nürnberg. Bekannt ist sie auch durch ihr Mitwirken in zahlreichen deutschen Fernsehproduktionen.
Sylke Hannasky lebt in Berlin.

## Filmografie (Auswahl)
- 1998: Hans im Glück
- 2002: Polizeiruf 110: Pech und Schwefel (Fernsehserie, 1 Folge)
- 2002: Family Affairs (Fernsehfilm)
- 2004–2005: Verschollen (Fernsehserie, 29 Folgen)
- 2006: Rosamunde Pilcher – Land der Sehnsucht (Fernsehserie, 1 Folge)
- 2006: Hinter Gittern – Der Frauenknast (Fernsehserie, 4 Folgen)
- 2011: Alles Klara (Fernsehserie, 1 Folge)
- 2014: Die Rosenheim-Cops (Fernsehserie, 1 Folge)
- 2004–2014: Alarm für Cobra 11 – Die Autobahnpolizei (Fernsehserie, 2 Folgen)
- 2016: Handwerker und andere Katastrophen (Fernsehfilm)
- 2023: SOKO Wismar (Fernsehserie, 1 Folge)